# Héctor Gros Espiell
Héctor Gros Espiell (Montevideo, 17 de septiembre de 1926-Ib., 30 de noviembre de 2009) fue un diplomático, penalista internacional y político uruguayo.

## Biografía
Fue doctor en Derecho, profesor de Derecho Constitucional y profesor emérito de Derecho Internacional de la Facultad de Derecho de la Universidad de la República. Fue distinguido por la Universidad Nacional Autónoma de México, recibió el doctorado honoris causa de la Universidad de Concepción de Chile y en dos ocasiones de la Academia de Derecho Internacional de La Haya. Miembro distinguido de la Academia Mexicana de Derecho Internacional.
Fue director ejecutivo del Instituto Interamericano de Derechos Humanos en Costa Rica, juez y presidente de la Corte Interamericana de Derechos Humanos y miembro en representación del Uruguay de la Comisión de Derechos Humanos de las Naciones Unidas, de la entonces Subcomisión de Protección de Minorías y Prevención de Discriminaciones. Fue asimismo subsecretario general de las Naciones Unidas y representante especial del secretario general para el Asunto del Sahara Occidental.
En Uruguay fue ministro de Relaciones Exteriores 1990-1993, durante el gobierno de Luis Alberto Lacalle. Más tarde, el gobierno izquierdista de Tabaré Vázquez lo nombró embajador de Uruguay en Francia, cargo en el que poco después fue sustituido por el exministro de Industria y Energía, Jorge Lepra. 
Gros Espiell fue designado, junto con otros especialistas, para representar al Uruguay frente al Tribunal Internacional de La Haya en el conflicto con Argentina por las plantas de celulosa.